# 피스쿠스 유다이쿠스

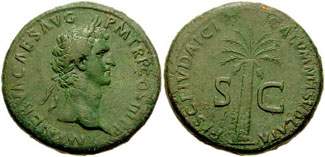
"유대세와 관련한 악의적 기소 폐지"를 의미하는 'fisci Judaici calumnia sublata'가 적힌, 네르바가 발행한 주화

피스쿠스 유다이쿠스(라틴어: fiscus Iudaicus 혹은 Judaicus, 유대세)는 서기 70년의 예루살렘과 예루살렘 성전 파괴 이후 로마 제국 내 유대인들에게 부과된 세금이다. 이 세금에 대한 세입은 로마의 유피테르 옵티무스 막시무스 신전로 보내졌다.
이 세금 조치는 로마의 재정 향상에 기여했고 또한 개종을 막는 역할도 하였다. 이 세금을 지불한 자는 로마 신들에게 제물을 바치지 않아도 됐었다.

## 동시대 사료
피스쿠스 유다이쿠스에 관한 현대적 지식은 다음의 네 종류 1차 자료에서 알 수 있다:
- 적은 수의 로마 속주 시절 이집트의 세금 수입금
- 요세푸스의 《유대 전쟁사》에서 한 구절
- 수에토니우스의 《황제전》에서 한 구절
- 카시우스 디오의 《로마사》에서 한 구절

## 시행
피스쿠스 유다이쿠스는 맨 처음에 로마 황제 베스파시아누스가 제1차 유대-로마 전쟁 혹은 서기 66-73년 제1차 유대 반란의 결과에 대한 유대인들의 조치로써 행해진 것이었다. 이 세금은 로마에 대한 반란에 참여한자들뿐만 아니라 제국 전역에 있던 모든 유대인들에게 부과된 것이었다. 또한 이 세금은 서기 70년에 두 번째 성전 파괴가 이뤄진 후 유대인들이 성전을 유지하기 위해 지불해야 하는 부담금 (십일조) 대신 부과되었다. 징수금의 양은 독실한 유대인들이 이전에 예루살렘 성전을 유지하는 데 내던 이분의 일 셰켈과 동일한 2 데나리우스였다. 징수된 세입은 고대 로마의 종교 주요 중심지인 카피톨리누스 유피테르 신전으로 보내졌다. 피스쿠스 유다이쿠스는 유대인들에게 있어서 굴욕이었다. 로마에서, 'procurator ad capitularia Iudaeorum'라는 직책의 특별 프로쿠라토르가 이 세금의 징수를 맡았다. 유대교를 배교한 자들만이 이 세목에서 면제되었다.
예루살렘 성전에 내던 세금이 20세와 50세 사이의 성인 남성들 사이에서만 내던 것에 비해서, 피스쿠스 유다이쿠스는 여성, 아이들, 노인들, 거기에 유대인 노예들을 포함한 모든 유대인들에게 부과되었다. 이집트에 있는 기록물 증거 (세금 영수증의 형태)는 여성과 아이들이 이 세금을 지불했음을 확인해주었다. 피스쿠스 유다이쿠스를 지불한 세금 영수증에서 알려진 이들 중 가장 나이가 많았던 자는 61세 여성으로, 이 점은 Sherman LeRoy Wallace 박사에게 이 세금이 제국 전역에서 부과되던 일반적인 인두세가 그랬던 것처럼 62세까지만 거두었다는 점을 추측하게 했다.
피스쿠스 유다이쿠스는 이 세금은 카피톨리누스 신전의 재건이 완료된 이후에도 계속되었다.

## 도미티아누스
서기 81년-96년까지 재위에 있던 도미티아누스는 피스쿠스 유다이쿠스에 유대인 출생자들과 유대교로 개종한 자들뿐만 아니라 사실 유대인으로 밝혀진 자들과 유대교 관습을 지키고 있는 자들도 포함시켰다. 수에토니우스는 그가 어렸을 적에, 90세의 노인이 할례를 받았는지 검사받았다는 점을 연관시켰는데, 이 점은 이 시기에 세금이 62세 이상인 자들에게도 부과되었음을 나타낸다. 루이스 펠드먼은 커져가던 탄압이 유대교 개종의 성장세 (기독교 역시도)에서 비롯했다고 주장하였다.
도미티아누스는 이 세금을 심지어 그저 '유대인들처럼 산 자들'들에게도 적용하였다:
다른 세금들 외에도, 유대인들에게 부과된 세금 (베스파시아누스가 인당 2 드라크마를 부과한 세금. 요세푸스 참조, Bell. Jud. 7.218)은  매우 엄격하게 징수되었으며, 유대교 신앙을 공개적으로 인정하지 않은 자, 유대인들처럼 사는 자, 이들뿐만 아니라 자신들의 출신이 밝혀진 자들, 자기 사람들에게 세금을 내지 않았던 자들(이들은 기독교인들로 보이며, 로마인들은 일반적으로 이들도 유대인들로 보았다)도 납주자들로 추진되었다. 나는 젊은 시절에 아흔 살의 사람이 프로쿠라토르와 매우 붐비는 법정 앞에서 그가 할례를 받았는지를 조사받았을 적을 기억한다. [c. 90]

도미티아누스의 통치는 로마와 이탈리아 전역에서 공갈 협박의 가능성들에 대한 문을 열었다. 유대교에 가해진 고발들은 쉽게 이뤄졌지만, 이 고발에 대해서 틀렸음을 인정하는 것은 어려웠는데 특히 특정 철학적 종파의 관습이 몇몇 유대인의 관습과 닮았기 때문이었다. 이 결과로, 많은 이들이 법정 공판의 불확실성보다는 법정 밖에서 고발자들과 합의 보기를 택했으며, 이로 인해 공갈 협박자들을 효과적으로 부추겼다.
티투스 플라비우스 크레멘스는 서기 95년에 "유대인들의 삶을 살거나" "유대적 방식에 빠져" 사형에 처하였는데, 이는 도미티아누스 시기 피스쿠스 유다이쿠스 행정과 관련이 있을 수도 있다.

## 유대교와 기독교 간의 분리
피스쿠스 유다이쿠스는 본래 유대인들에게 부과된 것이었다. 이 당시에 로마인들도 그랬듯이 그리고 아마 기독교인들도 자신들의 종교를 유대교와 별도의 것으로 생각하지 않았을 것이다. 오히려 이들은 자신들을 유대교의 분파로 생각했을 것이다. 유대인들과 비유대계 기독교인들은 따라서 이 세금을 냈을 것이라고 Marius Heemstra는 주장한다.
서기 96년에, 도미티아누스의 후임자 네르바는 피스쿠스 유다이쿠스의 집행 방식을 고쳤고 유대교를 종교로서 재규정하였다. 이는 유대교를 기독교와 별개의 것으로 보았다는 것과 유대교를 믿는 자들만이 세금을 냈다는 것을 의미하였다. 이 개혁은 몇 년 후에 시작되어 313년에 밀라노 칙령까지 계속된 로마의 기독교 박해에 관한 길을 닦았다. 네르바의 주화는 도미티아누스의 가혹한 정책들에 관한 그의 개혁 일환에 있는 '유대세와 관련한 악의적 기소의 폐지'를 뜻하는 'fisci Iudaici calumnia sublata'라는 문구를 담고 있다.

## 폐지
언제 정확하게 피스쿠스 유다이쿠스가 폐지되었는지는 불분명하다. 기록물 증거들은 2세기 중엽의 세금 징수을 확인해주었고, 문헌 자료들은 이 세금이 3세기 초에도 여전히 존재했음을 나타낸다. 피스쿠스 유다이쿠스가 공식적으로 언제 폐지되었는지는 알려져 있지 않다. 일부 역사가들은 율리아누스 황제가 361년 혹은 362년경에 폐지한 것으로 본다.

## 중세 시기 부활
피스쿠스 유다이쿠스는 1342년에 신성 로마 황제들이 부과한 헌금(Opferpfennig)이라는 이름으로 중세 시대에 부활하였다. Opferpfennig (본래는 Guldenpfennig) 세금은 1342년에 바이에른인 루트비히 4세가 도입했으며, 그는 12세 이상에 모든 유대인들에게 20 굴덴을 소유하고 있을 경우 그 중에 1 굴덴을 보호세로 매년 지불할 것을 명령하였다. 이 행위는 로마 황제의 법적 후계자였던 신성 로마 황제가 제2성전 파괴 후 유대인들이 로마인들에게 지불하던 성전세에 관한 정당한 수취인라는 근거로 정당화되었다. TheOpferpfennig은 성탄절에 거둬졌다.
카를 4세 황제는 이후에 Opferpfennig이 트리어 대주교에게 전해지도록 명령하였다. 이 세금은 일부 장소들에서는 전반적인 공동 세금으로 대체되었다.

## 같이 보기
- 유대인 인두세
- 지즈야
- 라이프촐
- 오페르페니히
- 랍비세
- 시카리콘
- 관용세

## 참고 문헌
- Edwards, Douglas R. (1996). Religion & Power: Pagans, Jews, and Christians in the Greek East. Oxford University Press. ISBN 0-19-508263-X
- Feldman, Louis H. (1993). Jew and Gentile in the Ancient World: Attitudes and Interactions from Alexander to Justinian. Princeton University Press. ISBN 0-691-07416-X
- Radin, Max (1915). The Jews among the Greeks and Romans. Philadelphia: Jewish Publication Society of America
- Schäfer, Peter (1998). Judeophobia: Attitudes toward the Jews in the Ancient World. Harvard University Press. ISBN 0-674-48778-8
- Stern, Menachem (1997). "Fiscus Judaicus". Encyclopedia Judaica (CD-ROM Edition Version 1.0). Ed. Cecil Roth. Keter Publishing House. ISBN 965-07-0665-8
- O'Quin, Chris (2009). "The Fiscus Judaicus 보관됨 2012-02-15 - 웨이백 머신".
- Heemstra, Marius (2010). "". The Fiscus Judaicus and the Parting of the Ways. Tübingen: Mohr Siebeck. ISBN 978-3-16-150383-2
- Goodman, Martin (2007). 《Judaism in the Roman World: Collected Essays》. BRILL. ISBN 90-04-15309-8.